# 빨간날
《빨간날》은 2011년에 발매된 노라조의 리믹스 싱글 음반이다.